# Änglagård
Änglagård («Энглагорд») — шведская группа симфонического прогрессивного рока, испытавшая влияние групп King Crimson, Genesis, Trettioåriga Kriget, Schicke Führs Fröhling и Van Der Graaf Generator. Группа была основана в 1991 году гитаристом и вокалистом Тордом Линдманом (Tord Lindman) и бас-гитаристом Юханом Хёгбергом (Johan Högberg) и распалась в 1994 году. Änglagård комбинировали классическое аналоговое звучание с современным подходом к композиции и аранжировке, характерной симфонической музыке. Дебютный альбом Hybris 1992 года и последующий инструментальный Epilog 1994 года признавались поклонниками прогрессивного рока «альбомами года». В 2003 году группа ненадолго объединилась, исполнив новые композиции на нескольких концертах.

## История
«Скелет» будущей группы Änglagård сформировался в школьные годы: клавишник Томас Юнсон, гитарист Юнас Энгдегорд и барабанщик Маттиас Ульссон учились в одной школе и посещали одного музыкального преподавателя. Их учитель любил фолк-музыку, но держал в своей коллекции также и огромное количество дисков поп, рок, психоделической музыки и, конечно, прогрессивного рока. Единственным объединяющим коллекцию фактором являлся период выпуска пластинок — 1960-е и 1970-е и этот фактор был весьма значительным.
В 1991 году вокалист Торд Линдман и бас-гитарист Юхан Хёгберг решили собрать группу, чтобы играть прогрессивный рок образца 1970-х годов. Томас Юнсон и Юнас Энгдегорд присоединились к коллективу позже, а в сентябре того же года в группе появился пятый участник — барабанщик Ульссон, имевший классическое музыкальное образование. Так была сформирована группа Änglagård, основной целью которой было не переигрывание классических хитов, а написание собственного оригинального материала. Практически весь материал для их дебютного диска был уже написан к весне 1992 года, когда в группу влилась флейтистка Анна Хольмгрен. Вместе с ней была дописана Vandringar i vilsenhet, отыграны несколько концертов в Стокгольме и в апреле группа посетила студию Studio Largen, где выпустила демо-кассету, которая немногим спустя превратилась в дебютный альбом группы — Hybris.
Спустя почти год записанный альбом попал в руки Грега Уокера, который пригласил Änglagård на майский фестиваль Progfest в Лос-Анджелесе. Коллектив начал стремительно набирать популярность. В августе они записывают песню для британского андерграундного журнала Ptolemaic Terrascop, а в декабре отправляются в американское турне.
Сенсационное решение о роспуске коллектива музыканты приняли в 1994 году перед выпуском своего второго студийного альбома. Летом записывается альбом Epilog, а в ноябре группа вновь выступает на ProgFest в Лос-Анджелесе и прекращает своё существование.
В 2002 году группа вновь ненадолго ожила, выступив на Nearest и написав два новых трека. В 2009 году Ульссон подтвердил, что группа работает над новым альбомом. Он вышел в 2012 году под названием Viljans Öga.

## Состав

Обложка дебютного альбома группы, Hybris

- Юнас Энгдегорд (Jonas Engdegård) (гитара)
- Томас Юнсон (Thomas Johnson) (клавишные, меллотрон, орган Хаммонда, минимуг)
- Анна Хольмгрен (Anna Holmgren) (флейта)
- Юхан Хёгберг (Johan Högberg) (бас-гитара)
- Торд Линдман (Tord Lindman) (гитара, вокал)
- Маттиас Ульссон (Mattias Olsson) (ударные, перкуссия)

## Дискография
- Hybris (LP; 1992; Colours/Mellotronen (CD))

1. "Jordrök" – 11:10
2. "Vandringar i vilsenhet" – 11:56
3. "Ifrån klarhet till klarhet" – 8:08
4. "Kung Bore" – 13:04
5. "Gånglåt från Knapptibble" (bonus track) – 7:19

- Epilog (LP; 1994; Gates of Dawn/Private (CD))

1. "Prolog" – 2:00
2. "Höstsejd" – 15:32
3. "Rösten" – 0:14
4. "Skogsranden" – 10:48
5. "Sista somrar" – 13:10
6. "Saknadens fullhet" – 2:00

- Buried Alive (LP, концертный; 1996; Musea (CD)). Концертный альбом, записанный в США в 1994 году.

1. "Prolog" – 2:20
2. "Jordrök" – 11:46
3. "Höstsejd" – 14:03
4. "Ifrån klarhet till klarhet" – 9:03
5. "Vandringar i vilsenhet" – 13:07
6. "Sista somrar" – 9:21
7. "Kung Bore" – 12:34

- Viljans Öga (CD/2LP; 2012; Recorded 2011-2012 at Atlantis, Studio Crazy Horse, Vintage Recording Studio, Roth Händle Studios,(CD))

1. "Ur vilande" – 15:44
2. "Sorgmantel" – 12:07
3. "Snårdom" – 16:14
4. "Längtans klocka" – 13:18